# Microcreagris herculea
Microcreagris herculea är en spindeldjursart som beskrevs av Beier 1959. Microcreagris herculea ingår i släktet Microcreagris och familjen helplåtklokrypare. Inga underarter finns listade i Catalogue of Life.